# Beatitudine

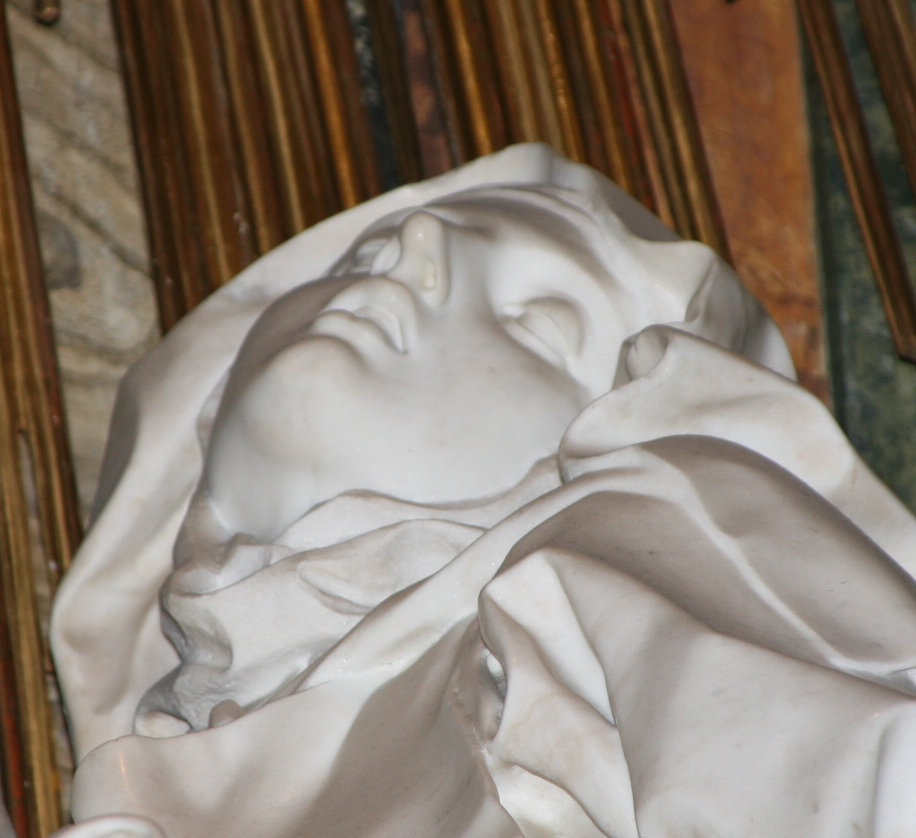
Particolare della scultura Estasi di santa Teresa d'Avila di Gian Lorenzo Bernini.

Per beatitudine si intende, in ambito religioso o spirituale, uno stato di profondo benessere psicofisico e/o spirituale, dovuto all'estasi della vicinanza o dell'identificazione con un'entità trascendente (ad es. Dio).

## Definizione
La beatitudine è comunemente considerata la diretta conseguenza di esperienze di tipo mistico, ed è un elemento presente in tutte le fedi. Numerose sono anche le opere classiche di arte sacra che ritraggono esperienze mistiche di estasi e beatitudine, come ad esempio l'Estasi di santa Teresa d'Avila.
Secondo le religioni abramitiche, la beatitudine piena e perfetta può essere raggiunta dall'essere umano soltanto nella vita dopo la morte. La beatitudine è la visione della verità e la contemplazione di Dio. Secondo la Chiesa Cattolica, le anime e, dopo la risurrezione della carne, anche i corpi presenti in Paradiso formano con Gesù Cristo in solo e comune Corpo mistico. In questo modo, la beatitudine viene a identificarsi con la partecipazione delle creature umane e angeliche a Dio. Secondo il filosofo Boezio, la beatitudine è il "possesso pieno e perfetto di una vita interminabile".